# دانيال ستيل
دانيال ستيل (بالإنجليزية: Danielle Steel)‏ ‏ (14 أغسطس 1947 -) كاتبة وروائية أمريكية الجنسية اشتهرت بكتابتها للروايات الرومانسية وأغلب رواياتها تتصدر قائمة الكتب الأكثر مبيعا حسب جريدة النيويورك تايمز وقد بيع إلى الآن 500 مليون نسخة من رواياتها وترجمت إلى أكثر من 28 لغة والسر في انتشار دانيال ستيل ورواياتها ووصولها ال العالمية هو البساطة في التعبير وسرد الأحداث دون تكلف وقد تحولت أكثر من 28 رواية من رواياتها إلى أعمال تلفزيونية.
تقيم الآن دانيال ستيل ما بين سان فرانسيسكو وباريس.

## رواياتها
لها أكثر من80 رواية يذكر منها:
- خمسة أيام في باريس
- الوعد
- العودة إلى البيت
- الآن وإلى الأبد
- نهاية صيف
- موسم الهوى
- لحظات ذهبية
- أن نحب ثانية
- المعجزة
- منزل في شارع الأمل
- القبلة
- غرايس المدهشة
- الأخوات
- الخروج
- عزاب سامـين
- البيت
- المستحيل
- الأصداء
- أبي
- امرأة طيبة (2008)
- مرفأ الأمان
- التغيير
- هموم القلب
- روابط عائلية
- الابن الضال
- لعب السلطة

## روابط خارجية
- دانيال ستيل على موقع IMDb (الإنجليزية)
- دانيال ستيل على موقع الموسوعة البريطانية (الإنجليزية)
- دانيال ستيل على موقع مونزينجر (الألمانية)
- دانيال ستيل على موقع ميوزك برينز (الإنجليزية)
- دانيال ستيل على موقع إن إن دي بي (الإنجليزية)
- دانيال ستيل على موقع قاعدة بيانات الفيلم (الإنجليزية)